# Pawi
Pawi war ein deutscher Automobil- und Motorradhersteller, der nur 1921 in Berlin-Reinickendorf ansässig war. Hersteller war Paul Victor Willke.
Neben Motorrädern entstand dort auch der Personenwagen 6/18 PS mit Vierzylindermotor, der einen Hubraum von 1598 cm³ besaß. Neben offenen Torpedos wurden auch Lieferwagen hergestellt.